# Harry d’Abbadie d’Arrast
Harry d’Abbadie d’Arrast, gebürtig Henry Charles Armand d’Abbadie d’Arrast oder Henri d’Abbadie d’Arrast, (* 6. Mai 1897 in Buenos Aires, Argentinien; † 17. März 1968 in Monte Carlo, Monaco) war ein französisch-amerikanischer Filmregisseur der späten Stummfilm- und frühen Tonfilmzeit. Obwohl heute in Deutschland völlig unbekannt, wurde Harry d’Abbadie d’Arrast zeitweise mit Ernst Lubitsch verglichen.

## Leben
d’Arrast entstammte einer angesehenen französisch-baskischen Adelsfamilie und wuchs in Argentinien und Frankreich auf. Nachdem er zunächst im Ersten Weltkrieg für die Franzosen gekämpft hatte, kam er durch die Bekanntschaft des Regisseurs George Fitzmaurice nach Hollywood. Dort arbeitete er zunächst bei der Produktion Die Nächte einer schönen Frau (OT: A Woman of Paris) von Charles Chaplin und war danach als Chaplins Assistent für The Gold Rush tätig. d’Arrast blieb zeitlebens eng mit Chaplin befreundet, der in später oft in Frankreich auf seinem Landsitz besuchte. Er drehte danach für Paramount Pictures seinen ersten Film, der sofort die Aufmerksamkeit der Kritiker auf sich zog. Den Höhepunkt seines Schaffens waren die beiden Komödien Laughter, die er mit Nancy Carroll und Fredric March in den New Yorker Astoria Studios der Paramount drehte, und Topaze, für den ihn David O. Selznick 1933 zur RKO holte. Beide Filme zeichnen sich durch ihre elegante Inszenierung, ein intelligentes Drehbuch und perfekte Darstellerleistungen aus.
In Topaze, der noch vor Inkrafttreten der strengen Zensurbestimmungen des Production Code in die Kinos kam, schildert d’Arrast die Abenteuer eines Hochstaplers, gespielt von John Barrymore, der ganz offen mit seiner Geliebten (Myrna Loy) zusammenlebt. Die Kritiker stellten d’Arrast auf eine Stufe mit Lubitsch und er hätte eine große Karriere vor sich gehabt, wenn er nicht ständig in Streit mit den Studioverantwortlichen gelebt hätte. Ab 1934 war es für ihn unmöglich länger Arbeit in Hollywood zu finden, und er zog sich nach zwei Filmen in Spanien, schließlich 1946 in ein luxuriöses Privatleben auf den umfangreichen Landbesitz seiner Familie nach Château d'Etchauz, bei Saint Étienne de Baïgorry in der Nähe von Biarritz, zurück. Seine Freizeit verbrachte er an den Roulettetischen der großen Kasinos. Mit dem Wiedererwachen des Interesses an Pre-Code-Filmen wurde auch Harry d’Abbadie d’Arrast neu entdeckt.
Er war mit der Schauspielerin Eleanor Boardman verheiratet. Die Ehe war überschattet von den endlosen Sorgerechtsstreitigkeiten zwischen Boardman und ihrem ersten Ehemann King Vidor um die gemeinsamen Töchter aus dieser Verbindung. Auf einer der Fahrten zwischen Frankreich und den USA wurde das Schiff von Boardman und d’Arrast von einem deutschen U-Boot beschossen, so dass die Passagiere einige Stunden in Rettungsbooten verbringen mussten. Nach seinem Tod kehrte Boardman endgültig in die Vereinigten Staaten zurück.

## Filmografie
- 1927: Der Gentleman von Paris (A Gentleman of Paris)
- 1927: Das Wiener Lied (Serenade)
- 1927: Wie Madame befehlen (Service for Ladies)
- 1928: Dry Martini
- 1928: Ihr großer Flirt (The Magnificent Flirt)
- 1930: Laughter
- 1930: Raffles (1930) (jedoch keine Nennung als Regisseur)
- 1933: Topaze
- 1934: La Traviesa molinera
- 1935: The Three Cornered Hat